# Arrondissement Brugge
Het arrondissement Brugge is een van de acht arrondissementen van de provincie West-Vlaanderen in België. Het arrondissement heeft een oppervlakte van 673,25 km² en telde 287.473 inwoners op 1 januari 2025.
Het arrondissement is zowel een bestuurlijk, als een kiesarrondissement.

## Geschiedenis
Het arrondissement Brugge ontstond in 1800 als eerste arrondissement in het Leiedepartement. Het bestond oorspronkelijk uit de kantons Ardooie, Brugge, Gistel, Oostende, Ruiselede, Tielt en Torhout.
In 1818 werd de arrondissementen Oostende, Roeselare, Tielt en Torhout opgericht. Hiervoor stond het arrondissement Brugge de kantons Gistel en Oostende af aan het arrondissement Oostende, het kanton Ardooie aan het arrondissement Roeselare de kantons Ruiselede en Tielt aan het arrondissement Tielt en de kantons Ardooie en Torhout aan het arrondissement Torhout. Hierdoor werd het arrondissement Brugge meer dan gehalveerd.
In 1823 werd het arrondissement Torhout reeds opgeheven en werd het kanton Torhout opnieuw aangehecht.
Van het arrondissement Oostende werd in 1977 het gehucht Wijnendale aangehecht en de toenmalige gemeente Wenduine werd eraan afgestaan.
Tot 31 maart 2014 viel het arrondissement Brugge samen met het gerechtelijk arrondissement Brugge. Dit gerechtelijk arrondissement is opgegaan in het gerechtelijk arrondissement West-Vlaanderen.

## Administratieve indeling

### Structuur
| Brugge           | Brugge           | Supranationaal         | Nationaal                         | Nationaal                 | Gemeenschap               | Gewest                    | Provincie       | Arrondissement  | Provinciedistrict | Kanton          | Gemeente        |
| ---------------- | ---------------- | ---------------------- | --------------------------------- | ------------------------- | ------------------------- | ------------------------- | --------------- | --------------- | ----------------- | --------------- | --------------- |
| Administratief   | Niveau           | Europese Unie          | België                            | België                    | Vlaanderen                | Vlaanderen                | West-Vlaanderen | Brugge          | Brugge            | Brugge          | 10              |
| Administratief   | Bestuur          | Europese Commissie     | Belgische regering                | Belgische regering        | Vlaamse regering          | Vlaamse regering          | Deputatie       | Deputatie       | Deputatie         | Deputatie       | Gemeentebestuur |
| Administratief   | Raad             | Europees Parlement     | Kamer van volksvertegenwoordigers | Vlaams Parlement          | Vlaams Parlement          | Vlaams Parlement          | Provincieraad   | Provincieraad   | Provincieraad     | Provincieraad   | Gemeenteraad    |
| Kiesomschrijving | Kiesomschrijving | Nederlands Kiescollege | Nederlands Kiescollege            | Kieskring West-Vlaanderen | Kieskring West-Vlaanderen | Kieskring West-Vlaanderen | Brugge          | Brugge          | Brugge            | Brugge Torhout  | 10              |
| Verkiezing       | Verkiezing       | Europese               | Federale                          | Federale                  | Vlaamse                   | Vlaamse                   | Provincieraads- | Provincieraads- | Provincieraads-   | Provincieraads- | Gemeenteraads-  |

Gemeenten:
- Beernem
- Blankenberge (stad)
- Brugge (stad)
- Damme (stad)
- Jabbeke
- Knokke-Heist
- Oostkamp
- Torhout (stad)
- Zedelgem
- Zuienkerke

Deelgemeenten:
| - Aartrijke - Assebroek - Beernem - Blankenberge - Brugge - Damme - Dudzele - Heist - Hertsberge - Hoeke - Houtave - Jabbeke - Knokke - Koolkerke |

| - Lapscheure - Lissewege - Loppem - Meetkerke - Moerkerke - Nieuwmunster - Oedelem - Oostkamp - Oostkerke - Ramskapelle - Ruddervoorde - Sijsele - Sint-Andries - Sint-Joris |

| - Sint-Kruis - Sint-Michiels - Snellegem - Stalhille - Torhout - Uitkerke - Varsenare - Veldegem - Waardamme - Westkapelle - Zedelgem - Zerkegem - Zuienkerke |

## Demografie

### Demografische evolutie
- Bron:NIS - Opm:1806 t/m 1980=volkstellingen; vanaf 1990= inwoneraantal per 1 januari

| Inwoners van jaar tot jaar op 1 januari 1992 tot heden | Inwoners van jaar tot jaar op 1 januari 1992 tot heden | Inwoners van jaar tot jaar op 1 januari 1992 tot heden |
| Jaar                                                   | Aantal                                                 | Evolutie: 1992=index 100                               |
| ------------------------------------------------------ | ------------------------------------------------------ | ------------------------------------------------------ |
| 1992                                                   | 265.130                                                | 100,0                                                  |
| 1993                                                   | 266.440                                                | 100,5                                                  |
| 1994                                                   | 267.172                                                | 100,8                                                  |
| 1995                                                   | 267.590                                                | 100,9                                                  |
| 1996                                                   | 268.021                                                | 101,1                                                  |
| 1997                                                   | 268.514                                                | 101,3                                                  |
| 1998                                                   | 269.158                                                | 101,5                                                  |
| 1999                                                   | 270.096                                                | 101,9                                                  |
| 2000                                                   | 270.866                                                | 102,2                                                  |
| 2001                                                   | 271.437                                                | 102,4                                                  |
| 2002                                                   | 272.011                                                | 102,6                                                  |
| 2003                                                   | 272.305                                                | 102,7                                                  |
| 2004                                                   | 272.987                                                | 103,0                                                  |
| 2005                                                   | 273.613                                                | 103,2                                                  |
| 2006                                                   | 274.435                                                | 103,5                                                  |
| 2007                                                   | 274.772                                                | 103,6                                                  |
| 2008                                                   | 275.628                                                | 104,0                                                  |
| 2009                                                   | 275.974                                                | 104,1                                                  |
| 2010                                                   | 276.313                                                | 104,2                                                  |
| 2011                                                   | 277.343                                                | 104,6                                                  |
| 2012                                                   | 278.486                                                | 105,0                                                  |
| 2013                                                   | 279.490                                                | 105,4                                                  |
| 2014                                                   | 279.400                                                | 105,4                                                  |
| 2015                                                   | 280.153                                                | 105,7                                                  |
| 2016                                                   | 280.456                                                | 105,8                                                  |
| 2017                                                   | 281.256                                                | 106,1                                                  |
| 2018                                                   | 281.780                                                | 106,3                                                  |
| 2019                                                   | 282.209                                                | 106,4                                                  |
| 2020                                                   | 282.745                                                | 106,6                                                  |
| 2021                                                   | 282.904                                                | 106,7                                                  |
| 2022                                                   | 283.405                                                | 106,9                                                  |
| 2023                                                   | 285.637                                                | 107,7                                                  |
| 2024                                                   | 286.616                                                | 108,1                                                  |
| 2025                                                   | 287.473                                                | 108,4                                                  |

## Economie

### Sociaal overleg
Op arrondissementsniveau zijn er twee overlegorganen tussen werkgevers- en werknemersorganisaties: de Sociaal-Economische Raad van de Regio (SERR) en het Regionaal Economisch Sociaal Overlegcomité (RESOC). De SERR Brugge is bipartiet samengesteld en de RESOC Brugge tripartiet, dit wil zeggen dat er ook vertegenwoordigers van de gemeenten en provincies aan deelnemen. Het bevoegdheidsgebied van de RESOC Brugge en de SERR Brugge komt overeen met de oppervlakte van het arrondissement. Beide overlegorganen komen op regelmatige basis samen.
RESOC Brugge heeft onder meer de bevoegdheid om het streekpact op te stellen, dit is een strategische visie op de sociaaleconomische ontwikkeling van de streek met een duur van zes jaar. Daarnaast kunnen steden, gemeenten en de Vlaamse Regering het orgaan om advies vragen over sociaaleconomische kwesties. De twee voornaamste beleidsterreinen van het RESOC zijn economie en werkgelegenheid. RESOC Brugge is samengesteld uit 8 vertegenwoordigers van de lokale werknemersorganisaties (ABVV, ACV en ACLVB), 8 vertegenwoordigers van de werkgeversorganisaties (Voka, UniZO, Boerenbond en Verso) en ten slotte 4 vertegenwoordigers van de gemeenten en 4 voor de provincie. Daarnaast kan RESOC Brugge autonoom beslissen om bijkomende organisaties of personen uit te nodigen. Voorzitter van RESOC Brugge is Dirk De Fauw.
SERR Brugge heeft als belangrijkste taak de verschillende overheden te adviseren over hun werkgelegenheidsinitiatieven voor de eigen streek. Daarnaast houdt de raad in de gaten hoe de werkgelegenheid zich ontwikkelt in de regio, met specifieke aandacht voor kansarme groepen.
Beide overlegorganen worden overkoepeld door het Erkend Regionaal Samenwerkingsverband (ERSV), een juridische hulpstructuur op provinciaal niveau, die verantwoordelijk is voor het personeels- en financiële beheer van de verschillende SERR's en RESOC's binnen de provincie West-Vlaanderen.
Aalst · Aarlen · Aat · Antwerpen · Bastenaken · Bergen · Borgworm · Brugge · Brussel-Hoofdstad · Charleroi · Dendermonde · Diksmuide · Dinant · Doornik-Moeskroen · Eeklo · Gent · Halle-Vilvoorde · Hasselt · Hoei · Ieper · Kortrijk · La Louvière · Leuven · Luik · Maaseik · Marche-en-Famenne · Mechelen · Namen · Neufchâteau · Nijvel · Oostende · Oudenaarde · Philippeville · Roeselare · Sint-Niklaas · Thuin · Tielt · Tongeren · Turnhout · Verviers · Veurne · Virton · Zinnik